# スーパークリーク
スーパークリーク（欧字名:Super Creek、1985年5月27日 - 2010年8月29日）は、日本の競走馬、種牡馬。
1988年菊花賞、1989年天皇賞（秋）、1990年天皇賞（春）に優勝。1980年代後半に巻き起こった第二次競馬ブーム期において、オグリキャップ、イナリワンとともに「平成三強」と呼ばれた。平成三強の盾役者と呼ばれた。

## 経歴

### 幼駒時代
1985年、北海道門別町の柏台牧場に生まれる。幼駒時代から左前脚が外向していたが、調教師の伊藤修司は「歩かせてみると良い動きをする。脚に難はあるが、これぐらいなら何とかなるはずだ」と、素質を嗅ぎ取っていた。当歳の夏に出品されたセリ市では主取り（購買者なし）となり、翌年夏のセリでも買い手がつかなかったため、これを惜しむ伊藤は馬主の木倉誠に購買話を持ちかけた。木倉と、柏台牧場の経営者・相馬和胤が旧知の間柄だったこともあって、秋のセリ市で購買されたが、落札額は開始価格から10万円上乗せしたのみの810万円という安値だった。その後「今は小川 (Creek) でも、いつか大河になって欲しい」という意味を込め「スーパークリーク」と命名された。

### 戦績

#### 3歳-4歳（1987-1988年）
3歳夏のデビューを目指し一時函館競馬場に入るも、重度の下痢をしたことから、12月の阪神開催までデビューは遅れることになった。12月5日に初戦を迎えると、直線で終始内側に斜行を続けながらも2着。2戦目で初勝利を挙げた。このとき、鞍上を務めた田原成貴は「この馬はひょっとすると大変な大物かも知れない」と述べている。
翌4歳シーズンは条件戦を4着、重賞初出走のきさらぎ賞を3着としたあと、デビュー2年目の武豊が初騎乗したすみれ賞で、2勝目を挙げる。以後は東京優駿（日本ダービー）を目指し、青葉賞（当時は指定オープン）に向けた調教で左前脚を骨折。ダービーを断念し、長期の休養を余儀なくされた。
半年の休養後に出走した神戸新聞杯では3着。陣営は「ふつうにさえ走れたら能力的に5着以内はまず大丈夫」との自信を抱いてトライアル競走の京都新聞杯に出走したが、直線に向いてすぐ前が壁となっただけでなく、ガクエンツービート騎乗の坂井千明が振るう左ステッキが何発もスーパークリークの顔に当たるというアクシデントも重なり、6着に敗退。優先出走権獲得はならなかった。この不利に対して伊藤修司は「あんなバカなことがあるか」と血相を変えて怒り、武豊は「あれほどの不利を受けたのは初めてです」とコメントした。
菊花賞は36頭が登録し、スーパークリークは獲得賞金順で出走資格19番目、同賞金のガクエンツービートとともに回避馬待ちであった。武豊にはほかに騎乗可能な3頭の登録馬があったが、「クリークがだめなら参加できなくても仕方ない」と、クリーク騎乗の意思を堅持した。これを受け、クリークの配合を考案した岡田繁幸が、自身が運営するクラブ所有馬マイネルフリッセの出走辞退を表明。さらにセンシュオーカンが回避したことで、ガクエンツービートともども抽選なしでの出走が叶った。
当日の単勝式での人気はヤエノムテキ、ディクターランドに続く3番人気であった。レースでは17番の外枠からスタートし中団やや後方につけていたが、1周目スタンド前では仮柵が取り払われた内側5mの”じゅうたんコース”に入り込んでいる。第2コーナーで1番人気のヤエノムテキを早くも射程圏に入れると、第4コーナーからインを突いて猛然とスパートをかけ、直線では後続を大きく引き放して2着馬と5馬身差を付けての優勝を果たした。なお、2着に入ったのは先述のガクエンツービートであり、賞金順最下位同士の決着となった。人馬ともに初のGI勝利であり、騎乗した武は史上最年少でのクラシック勝利（19歳7ヶ月23日）、さらに父・邦彦との菊花賞親子制覇も達成と、さまざまな記録が伴った。また、調教師の伊藤修司も、1965年札幌記念のハツライオーから、24年連続での重賞勝利となった。
年末には第33回有馬記念に出走。当日は単勝4番人気に支持され、オグリキャップ・タマモクロスに続く3位に入線する。しかし残り1ハロンの地点でスズパレードの外へ出ようとしたときに、メジロデュレンの進路を妨害したとして失格処分を受けた。これにより武豊はこの年3度目の騎乗停止となった。

#### 5歳-6歳（1989-1990年）
翌1989年は、年頭から発症した後脚の筋肉痛が抜けず、春シーズン全休となる。10月に京都大賞典で復帰すると、エリモジョージのコースレコードを13年ぶりに更新して勝利を収める。迎えた第100回天皇賞では2番人気に支持され、1番人気オグリキャップとの競り合いをクビ差制し、GI2勝目を挙げた。しかし1番人気に支持された第9回ジャパンカップでは、世界レコードを記録したホーリックスから3馬身半差の4着、年末の第34回有馬記念では、直線で先頭に立ちながらゴール寸前でイナリワンに交わされ、ハナ差の2着に終わった。
最後のシーズンとなった1990年は、緒戦の産経大阪杯を楽勝、春の天皇賞ではイナリワンを半馬身抑えて優勝し、史上2頭目の天皇賞秋春連覇を達成した。次走は第31回宝塚記念が予定されていたが、筋肉痛で回避を余儀なくされ、取り沙汰されていたフランス・凱旋門賞出走も白紙となった。
秋は京都大賞典から復帰し、グレード制導入以後は初となる同競走連覇を達成。しかし直後に左前脚の繋靭帯炎が判明し、天皇賞（秋）を回避。そのまま復帰は叶わず、年末に引退を発表した。
翌1月に中山競馬場、京都競馬場でそれぞれ引退式が執り行われた。

## 引退後
総額15億円のシンジケートが組まれ、1991年から北海道浦河町の日高スタリオンステーションで種牡馬となった。オグリキャップ、イナリワンと同年の種牡馬入りで期待を集め、ハダシノメガミ（スイートピーステークス2着）はオークスにも出走したが、ハギノハンター（中央競馬5勝、地方競馬3勝。ステイヤーズカップ2着）が目立つ程度で、中央競馬のリーディングでは148位が最高で特別戦の勝ち馬も出せなかった。地方競馬ではノムラスーパーオー（船橋競馬場）が若潮盃に優勝したが、2006年生のアエノクリークが最後の産駒で、2011年4月1日付で登録抹消したことで現役競走馬がいなくなった。
繁殖牝馬になったわずかな産駒の中から、オギブルービーナスが母の父として2006年の阪急杯を勝ったブルーショットガンを出しており、その全妹アフィニティ産駒のみがスーパークリークの血をつないでいる。
2010年6月ごろから加齢による食欲不振や下痢などが続き、8月29日に容態が急変、老衰のため死亡した。

## 競走成績
| 競走日 | 競走日 | 競走日 | 競馬場 | 競走名       | 格      | 頭数 | 人気 | 着順 | 距離（馬場）  | タイム  | （上がり3F） | 着差    | 騎手     | 斤量 [kg] | 1着馬（2着馬）         | 馬体重 [kg] |
| ------ | ------ | ------ | ------ | ------------ | ------- | ---- | ---- | ---- | ------------- | ------- | ------------ | ------- | -------- | --------- | ---------------------- | ----------- |
| 1987.  | 12.    | 05     | 阪神   | 3歳新馬      |         | 10   | 4    | 2着  | 芝2000m（良） | 02:03.1 | (36.6)       | 0.1秒   | 田原成貴 | 54        | ファンドリデクター     | 502         |
|        | 12.    | 26     | 阪神   | 3歳新馬      |         | 16   | 1    | 1着  | 芝2000m（良） | 02:03.7 | (36.4)       | 3/4身   | 田原成貴 | 54        | （ロンググラシアス）   | 500         |
| 1988   | 01.    | 05     | 京都   | 福寿草特別   | 400万下 | 10   | 1    | 4着  | 芝2000m（稍） | 02:06.5 | (36.9)       | 0.5秒   | 田原成貴 | 55        | マイネルフリッセ       | 500         |
|        | 02.    | 24     | 京都   | きさらぎ賞   | GIII    | 8    | 4    | 3着  | 芝2000m（良） | 02:04.5 | (35.0)       | 0.2秒   | 南井克巳 | 55        | マイネルフリッセ       | 500         |
|        | 03.    | 19     | 阪神   | すみれ賞     | OP      | 9    | 3    | 1着  | 芝2200m（稍） | 02:18.8 | (35.9)       | 1/2身   | 武豊     | 55        | （パワーウイナー）     | 498         |
|        | 09.    | 25     | 阪神   | 神戸新聞杯   | GII     | 10   | 4    | 3着  | 芝2000m（重） | 02:05.5 | (37.0)       | 0.4秒   | 武豊     | 56        | ヤエノダイヤ           | 498         |
|        | 10.    | 16     | 京都   | 京都新聞杯   | GII     | 16   | 4    | 6着  | 芝2200m（良） | 02:15.6 | (37.0)       | 1.1秒   | 武豊     | 56        | ヤエノムテキ           | 504         |
|        | 11.    | 06     | 京都   | 菊花賞       | GI      | 18   | 3    | 1着  | 芝3000m（良） | 03:07.3 | (35.7)       | 5身     | 武豊     | 57        | （ガクエンツービート） | 504         |
|        | 12.    | 25     | 中山   | 有馬記念     | GI      | 13   | 4    | 失格 | 芝2500m（良） | 02:34.1 | (35.6)       | 3位入線 | 武豊     | 55        | オグリキャップ         | 518         |
| 1989.  | 10.    | 08     | 京都   | 京都大賞典   | GII     | 10   | 1    | 1着  | 芝2400m（良） | R2:25.0 | (34.7)       | 3/4身   | 武豊     | 59        | （ミスターシクレノン） | 514         |
|        | 10.    | 29     | 東京   | 天皇賞（秋） | GI      | 14   | 2    | 1着  | 芝2000m（良） | 01:59.1 | (34.6)       | クビ    | 武豊     | 58        | （オグリキャップ）     | 520         |
|        | 11.    | 26     | 東京   | ジャパンC    | GI      | 15   | 1    | 4着  | 芝2400m（良） | 02:22.7 | (36.3)       | 0.5秒   | 武豊     | 57        | ホーリックス           | 524         |
|        | 12.    | 24     | 中山   | 有馬記念     | GI      | 16   | 2    | 2着  | 芝2500m（良） | 02:31.7 | (36.3)       | 0.0秒   | 武豊     | 57        | イナリワン             | 522         |
| 1990.  | 04.    | 01     | 阪神   | 産経大阪杯   | GII     | 9    | 1    | 1着  | 芝2000m（稍） | 02:02.9 | (37.3)       | 3/4身   | 武豊     | 59        | （オサイチジョージ）   | 522         |
|        | 04.    | 29     | 京都   | 天皇賞（春） | GI      | 16   | 1    | 1着  | 芝3200m（良） | 03:21.9 | (35.9)       | 1/2身   | 武豊     | 58        | （イナリワン）         | 520         |
|        | 10.    | 07     | 京都   | 京都大賞典   | GII     | 6    | 1    | 1着  | 芝2400m（重） | 02:26.9 | (34.9)       | 1/2身   | 武豊     | 59        | （リアルバースデー）   | 510         |

- タイム欄のRはレコード勝ちを示す。

## 特徴・エピソード

### 血統背景とスピード能力
当時としてもめずらしい徹底した長距離血統であるが、これは柏台牧場の方針である「天皇賞（春）や菊花賞を意識した馬作り」を基に、同場長と懇意であった岡田繁幸が配合を考案した。この血統的特徴のため、デビュー以降は方針として2000メートル未満のレースには出走しなかった。しかし中距離戦である天皇賞（秋）で1着となっているように優れたスピード能力も示し、1990年代以降顕著となる「長距離馬にスピードが要求される時代」の先駆けとなった馬とも見られている。

### 性格・身体的特徴
物事に動じない性格であり、幼駒時代から泰然自若としていたという。種牡馬入り後は種馬場の前場長より「長い間種牡馬を見ているが、こんなに落ち着いた種牡馬も珍しい」と評されている。また、競走馬として「先頭に立つと気を抜くところがある」と、武が天皇賞（秋）優勝後に語っている。
身体的には前述の通り左前脚に歪みがあり、これを原因とした脚部不安もつきまとった。完調で走ったのは秋の天皇賞のみであったともいう。ほか、顔が大きいことがよく知られており、競馬漫画家のよしだみほが幾度が自作のなかで題材として扱っている。

### 武豊との関係
デビュー以来「天才」と称され、数々の記録を樹立した武豊のGI初勝利馬でもあり、武自身も非常に思い入れの深い馬として、しばしば名を挙げている。クリークの現役時代から「僕が初めて惚れ込んだ馬、僕の期待に応えてくれた大事な馬です。他の誰にも渡したくありません」などと語っており、のちに自身のキャリアを回顧し「強烈だったのはスーパークリークとの出会いですね。あの馬がいなかったら、僕はこんなにたくさんのGIに乗れなかったと思う。本当に強かった。ある意味で僕の原点かな、この馬と一緒に全国区になったというか」と語っている。また、クリークともども当時はアンチファンが多く、「秋の天皇賞でオグリキャップを負かした後、嫌がらせの手紙が山のように来た」とも明かしている。
武豊は1990年にスーパークリークのオーナーの助力によりフランス遠征を行った。この遠征では2戦目で勝利し、キャッシュ・アスムッセンとのコネクションを得ている。

## 血統表
| スーパークリークの血統（ニジンスキー系 / Hyperion4×5=9.38%、Nasrullah5×5=6.25%） | スーパークリークの血統（ニジンスキー系 / Hyperion4×5=9.38%、Nasrullah5×5=6.25%） | スーパークリークの血統（ニジンスキー系 / Hyperion4×5=9.38%、Nasrullah5×5=6.25%） | （血統表の出典）    | （血統表の出典） |
| 父 *ノーアテンション No Attention 1978 鹿毛                                      | 父の父Green Dancer 1972 鹿毛                                                     | Nijinsky Ⅱ                                                                       | Northern Dancer     | Northern Dancer  |
| 父 *ノーアテンション No Attention 1978 鹿毛                                      | 父の父Green Dancer 1972 鹿毛                                                     | Nijinsky Ⅱ                                                                       | Flaming Page        |                  |
| 父 *ノーアテンション No Attention 1978 鹿毛                                      | 父の父Green Dancer 1972 鹿毛                                                     | Green Valley                                                                     | Val de Loir         | Val de Loir      |
| 父 *ノーアテンション No Attention 1978 鹿毛                                      | 父の父Green Dancer 1972 鹿毛                                                     | Green Valley                                                                     | Sly Pola            |                  |
| 父 *ノーアテンション No Attention 1978 鹿毛                                      | 父の母No No Nanette 1973 芦毛                                                    | Sovereign Path                                                                   | Grey Sovereign      | Grey Sovereign   |
| 父 *ノーアテンション No Attention 1978 鹿毛                                      | 父の母No No Nanette 1973 芦毛                                                    | Sovereign Path                                                                   | Mountain Path       |                  |
| 父 *ノーアテンション No Attention 1978 鹿毛                                      | 父の母No No Nanette 1973 芦毛                                                    | Nuclea                                                                           | Orsini              | Orsini           |
| 父 *ノーアテンション No Attention 1978 鹿毛                                      | 父の母No No Nanette 1973 芦毛                                                    | Nuclea                                                                           | Nixe                |                  |
| 母 ナイスデイ 1979 鹿毛                                                          | 母の父*インターメゾ Intermezzo 1966 黒鹿毛                                       | Hornbeam                                                                         | Hyperion            | Hyperion         |
| 母 ナイスデイ 1979 鹿毛                                                          | 母の父*インターメゾ Intermezzo 1966 黒鹿毛                                       | Hornbeam                                                                         | Thicket             |                  |
| 母 ナイスデイ 1979 鹿毛                                                          | 母の父*インターメゾ Intermezzo 1966 黒鹿毛                                       | Plaza                                                                            | Persian Gulf        | Persian Gulf     |
| 母 ナイスデイ 1979 鹿毛                                                          | 母の父*インターメゾ Intermezzo 1966 黒鹿毛                                       | Plaza                                                                            | Wild Success        |                  |
| 母 ナイスデイ 1979 鹿毛                                                          | 母の母サチノヒメ 1957 黒鹿毛                                                     | Sayajirao                                                                        | Nearco              | Nearco           |
| 母 ナイスデイ 1979 鹿毛                                                          | 母の母サチノヒメ 1957 黒鹿毛                                                     | Sayajirao                                                                        | Rosy Legend         |                  |
| 母 ナイスデイ 1979 鹿毛                                                          | 母の母サチノヒメ 1957 黒鹿毛                                                     | *セントマキシム Sainte Maxime                                                    | Rockefella          | Rockefella       |
| 母 ナイスデイ 1979 鹿毛                                                          | 母の母サチノヒメ 1957 黒鹿毛                                                     | *セントマキシム Sainte Maxime                                                    | Sou'wester F-No.1-l |                  |

父ノーアテンションも競走馬時代はステイヤーであった。詳細は同馬の項を参照。母は地方競馬で1勝。祖父の父ニジンスキーはイギリスクラシック三冠馬、母の父インターメゾ、祖母の父サヤジラオは、いずれも英長距離の大競走セントレジャーステークスの優勝馬である。母の従兄弟に大阪杯、金杯（西）の優勝馬ケイタカシ、日経新春杯の勝ち馬ケイシュウがいる。